# 双峰県
双峰県（そうほう-けん）は中華人民共和国湖南省婁底市に位置する県。漣水が流れている。

## 行政区画
- 街道：永豊街道、金開街道
- 鎮：荷葉鎮、井字鎮、梓門橋鎮、杏子鋪鎮、走馬街鎮、洪山殿鎮、甘棠鎮、三塘鋪鎮、青樹坪鎮、花門鎮、鎖石鎮
- 郷：石牛郷、沙塘郷、印塘郷

## 出身者
- 曽国藩
- 蔡和森
- 蔣琬

## 観光
- 大天坑

## 治安
2004年頃、本県出身のニセ証明書・ニセ公印製造集団が他の地域で頻繁に捕まえられたことから、メディアによると本県は「中国仮証之郷」（ニセ証明書の里）と呼ばれていた。こういった犯罪は警察による撲滅運動で下火になったが、近年には共産党幹部など目当ての合成エロ写真による脅迫犯罪や振り込め詐欺が頻発しているのでまた社会の関心を呼び起こしている。